# 莱茵河谷

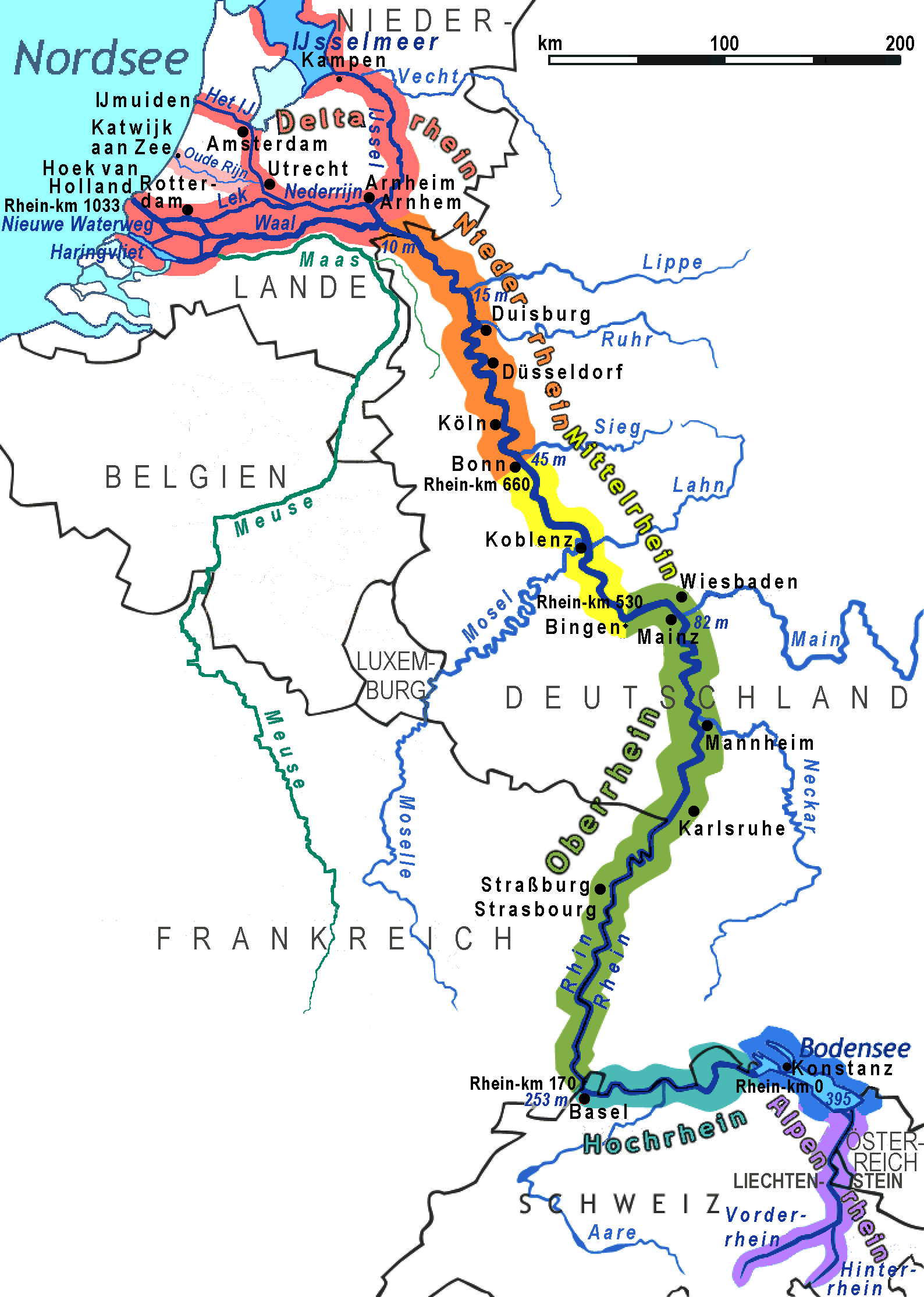
莱茵河流域

莱茵河谷（德語：Rheintal，發音：[ˈʁaɪ̯nˌtaːl] ⓘ）是西欧河流莱茵河流经的谷地，有以下细分地区：
- 阿尔卑斯莱茵河谷（德语：Alpenrheintal）
- 库尔莱茵河谷（德语：Churer Rheintal）
- 圣加仑莱茵河谷（德语：St. Galler Rheintal）

## 其他
- 莱茵河谷区（德语：Bezirk Rheintal）
- 上莱茵河谷区（德语：Bezirk Oberrheintal）
- 下莱茵河谷区（德语：Bezirk Unterrheintal）
- 莱茵河谷选区（德语：Wahlkreis Rheintal）

|  | 这是一个同类索引条目，列出擁有相同或近似名稱的同類型項目。 若您循內部連結來到此頁面，請考慮修正該，將其指向正確的條目。 |